# كارل أدولف لورينز
كارل أدولف لورينز (بالألمانية: Karl Adolf Lorenz)‏ هو موزع وملحن ألماني، ولد في 1837 في كشالين في بولندا، وتوفي في 3 مارس 1923 في شتشين في بولندا.

## وصلات خارجية
- كارل أدولف لورينز على موقع ميوزك برينز (الإنجليزية)